# S/2022 J 2
S/2022 J 2 — невеликий зовнішній природний супутник Юпітера, відкритий Скоттом Шеппардом 15 жовтня 2022 року за допомогою 6,5-метрового телескопа Магеллана-Бааде в Лас-Кампанас, Чилі. Про це було оголошено Центром малих планет 22 лютого 2023 року після того, як спостереження були зібрані протягом досить тривалого періоду часу, щоб підтвердити орбіту супутника.
S/2022 J 2 є частиною групи Карме, тісного скупчення ретроградних, нерегулярних супутників Юпітера, які рухаються по орбітах, подібних до Карме, за великими напіввісями між 22–24 мільйонами км, ексцентриситетом орбіти між 0,2-0,3, а нахили від 163 до 166°. Повний оберт навколо Юпітера робить за 750,65 земних доби з нахилом орбіти 165,29°. Має діаметр близько 1 км для абсолютної зоряної величини 17,5.